# Крульова-Воля (Лодзинське воєводство)
Крульова-Воля (пол. Królowa Wola) — село в Польщі, у гміні Іновлудз Томашовського повіту Лодзинського воєводства.
Населення — 700 осіб (2011).
У 1975-1998 роках село належало до Пйотрковського воєводства.

## Демографія
Демографічна структура станом на 31 березня 2011 року:
|          | Загалом | Допрацездатний вік | Працездатний вік | Постпрацездатний вік |
| -------- | ------- | ------------------ | ---------------- | -------------------- |
| Чоловіки | 344     | 61                 | 244              | 39                   |
| Жінки    | 356     | 70                 | 191              | 95                   |
| Разом    | 700     | 131                | 435              | 134                  |